# Kutyłowo-Perysie
Kutyłowo-Perysie is een plaats in het Poolse district  Ostrowski (Mazovië), woiwodschap Mazovië. De plaats maakt deel uit van de gemeente Boguty-Pianki en telt 180 inwoners.